# Acquario olandese

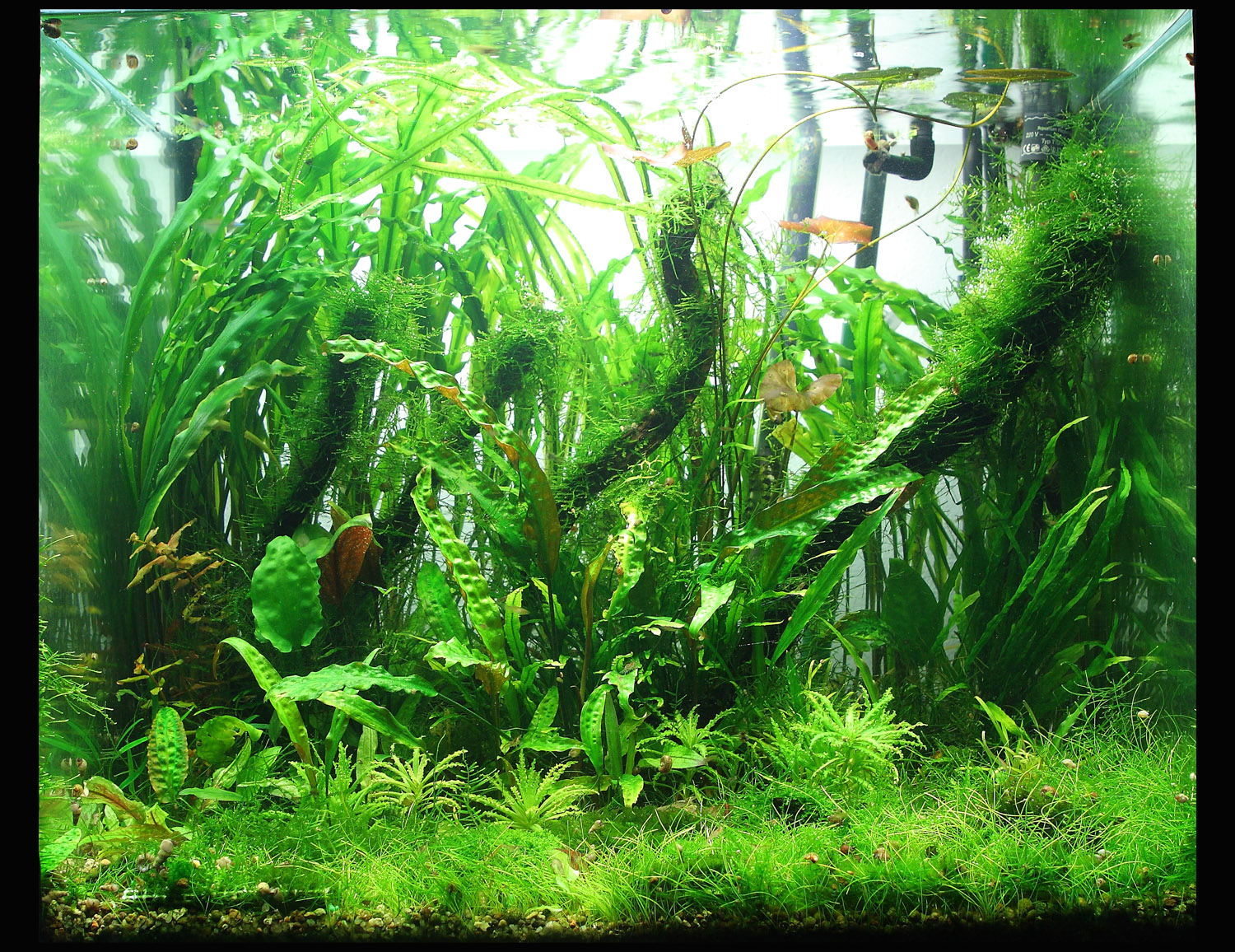
Un acquario olandese di piccole dimensioni

L'acquario olandese è un tipo di allestimento della vasca nato negli anni '70 orientato alla coltivazione di piante acquatiche.

## Caratteristiche
In questo ambiente la presenza di pesci non è necessaria ed è posta in secondo piano sotto il profilo estetico.
Dal punto di vista dell'equilibrio dell'ecosistema, i pesci apportano quel contributo di concimi azotati e di anidride carbonica che sono essenziali per il nutrimento ed il sostentamento della flora.
La crescita delle piante è solitamente favorita con metodi artificiali come la somministrazione di specifici concimi reperibili in commercio o acquistando una bombola di anidride carbonica.
Un metodo economico e affidabile di produzione della CO2 è rappresentato dal reattore acido citrico + bicarbonato di sodio, è relativamente economico ed affidabile
Un'alternativa ecocompatibile per la produzione di CO2 da immettere in vasca, adatta però ad acquari semplici e sicuramente non agli olandesi, è data dal metodo naturale che sfrutta la produzione tramite i lieviti. Tale metodo comporta però un'erogazione della CO2 discontinua e poco affidabile e per tale motivo non viene mai adottato dagli acquariofili più avanzati.
Un'ulteriore metodo per apportare CO2 in acquario è rappresentato da sistemi elettrolitici che sfruttano una cartuccia di carbone per innescare lo scambio ionico con l'H2O.